# 아리스타이오스

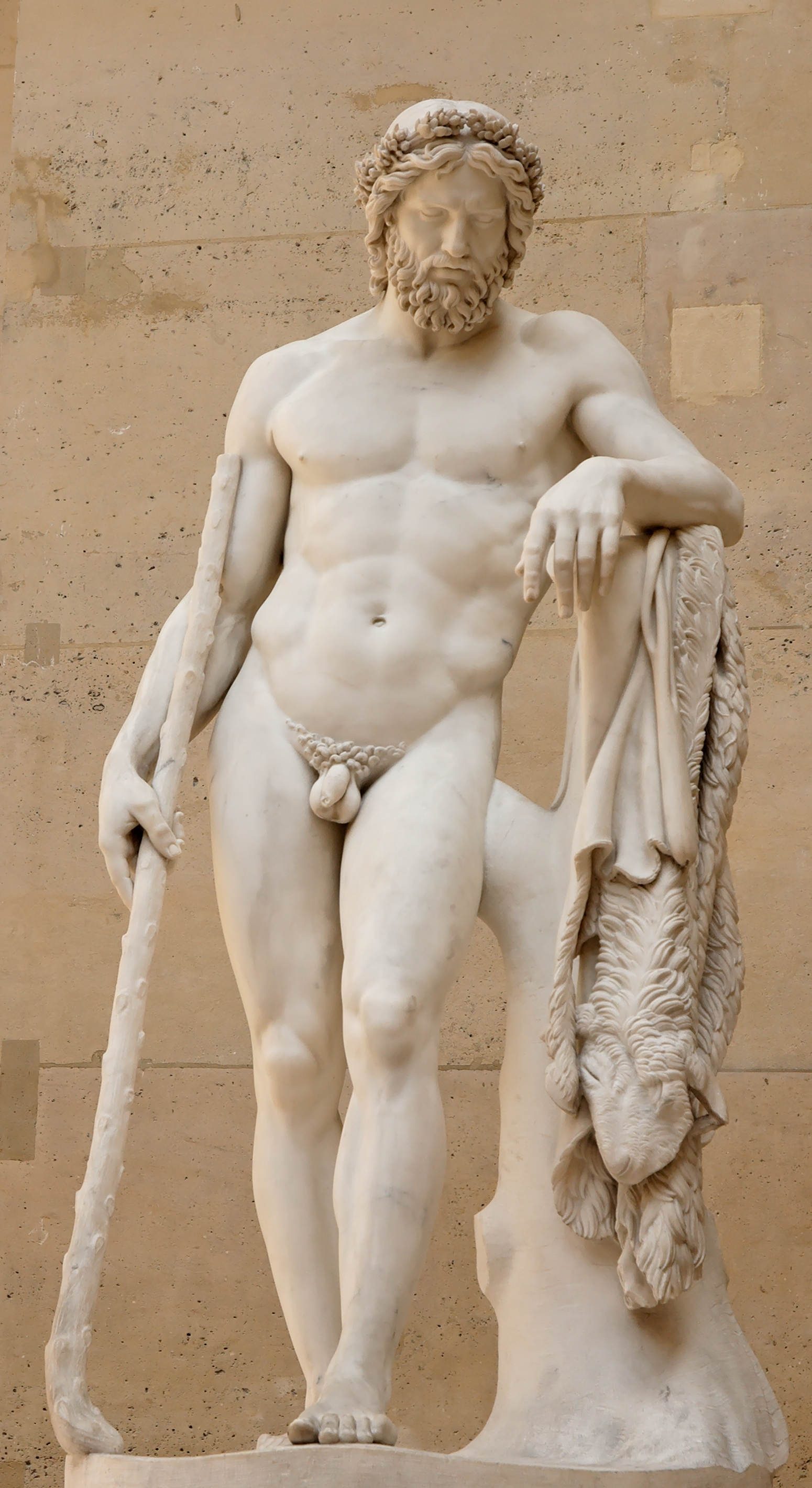

아리스타이오스(Aristaius)는 그리스 신화에 나오는 아폴론과 님프 키레네 사이에서 태어난 아들이다. 어머니 키레네는 사냥에 뛰어난 님프였는데, 펠리온산에서 사자와 싸우는 모습에 반한 아폴론이 리비아로 납치하여 아리스타이오스와 이드몬 형제를 낳았다. 아리스타이오스는 아폴론을 따르는 뮤즈들에게 의술, 궁술, 예언 등을 배웠다고 한다. 양봉과 포도나무, 올리브 재배의 창시자라고 하며, 사람들에게 농촌 생활에 필요한 지식을 가르쳐 주어 신으로 모셔졌다. 어머니 키레네에게 도움을 청하자 바다의 신 프로테우스에게 물어보라고 가르쳐 주었다. 프로테우스가 사는 동굴로 찾아간 아리스타이오스는 자유자재로 모습을 바꾸는 능력을 지닌 프로테우스를 쇠사슬로 꽁꽁 묶어 빠져나가지 못하게 한 뒤, 변고의 원인과 해결 방법을 알려달라고 하였다. 아리스타이오스는 테베로 가서 카드모스의 딸 아우토노에와 결혼하여 아들 악타이온과 딸 마크리스를 낳았다. 유명한 사냥꾼이 된 악타이온은 여신 아르테미스가 목욕하는 장면을 엿본 죄로 사슴이 되어 자신의 사냥개들에게 물어뜯겨 죽는 처참한 최후를 맞았다.

## 같이 보기
- 판 (신화)